# Phillip E. Johnson
Pour les articles homonymes, voir Johnson.
Phillip E. Johnson, né le 18 juin 1940 à Aurora (Illinois) et mort le 2 novembre 2019 à Berkeley (Californie), est un professeur de droit américain. 

## Biographie
Membre de l'Église presbytérienne, il est considéré comme l'un des fondateurs du dessein intelligent, mouvement qui critique la théorie de l'évolution. Il nie également l'opinion scientifique prédominante selon laquelle le VIH est la seule cause du SIDA,,.
La communauté scientifique qualifie ces deux positions de pseudo-science,,.
Il est à l'origine en 1998 de la stratégie du coin qui a confirmé les volontés militantes des créationnistes.
Il vivait, à la fin de sa vie, une retraite à Boalt Hall où il enseignait.

## Publications
- Darwin on Trial. InterVarsity Press, (November 1993)  (ISBN 0-8308-1324-1)
- Darwinism: Science or Philosophy?. Foundation for Thought & Ethics (July 1994)  (ISBN 0-9642104-0-1)
- Defeating Darwinism by Opening Minds. InterVarsity Press (July 1997)  (ISBN 0-8308-1360-8)
- Reason in the Balance. InterVarsity Press (May 1998)  (ISBN 0-8308-1929-0)
- Objections Sustained. InterVarsity Press (April 2000)  (ISBN 0-8308-2288-7)
- The Wedge of Truth. InterVarsity Press (August 2002)   (ISBN 0-8308-2267-4)
- The Right Questions. InterVarsity Press (October 2002)  (ISBN 0-8308-2294-1)

Coauteur
- Coauteur John Mark Reynolds. Against All Gods. IVP Books (May 2010)  (ISBN 978-0-8308-3738-0)